# Sci di velocità
Lo sci di velocità (speed skiing in inglese), in precedenza noto come kilometro lanciato (abbreviato in KL), è una specialità sciistica che consiste nello scendere da un pendio in forte inclinazione per cercare di raggiungere la massima velocità, rilevata nel punto più basso della pista in un tratto cronometrato di 100 m.

## Storia

### Anni '30: gli inizi
La specialità nasce nel 1930 a St. Moritz dove Gustav Lantschner registrò il primo record pari a 105,675 km/h. La località svizzera fu teatro di altri due record nell'anno seguente, l'ultimo dei quali ad opera di Leo Gasperl che registrò una velocità pari a 136,600 km/h. Successivamente la guerra bloccò altri tentativi di record per una quindicina di anni.

### Il periodo di Cervinia

Zeno Colò intento a stabilire il record di velocità (1947).

Nel dopoguerra le competizioni ripresero. All'epoca la specialità si chiamava kilometro lanciato e raggruppava i migliori atleti in un appuntamento annuale a caccia del record. In questi anni la località di Cervinia, in Valle d'Aosta la fece da padrone. Lì in 30 anni si registrarono 12 record di velocità, tra i quali quelli degli italiani Zeno Colò, Luigi Di Marco, Alfredo Planger, Alessandro Casse e Pino Meynet. In questi anni il kilometro lanciato assunse una rilevanza mondiale. Alle competizioni iniziarono a partecipare atleti giapponesi e statunitensi e i produttori di sci vedevano lo sport come una vetrina per promuovere i loro prodotti e aggiudicarsi il titolo di "sci più veloci al mondo". Le gare di Cervinia diventarono un vero e proprio appuntamento in cui erano presenti anche personalità esterne al mondo dello sci.
Nel 1973 si ebbe la prima gara riservata agli sciatori con materiali di serie che fu vinta dal vercellese Umberto Giardini (145,631 km/h) con al terzo posto Agostino De Zordo anch'esso originario di Vercelli. Questi due, insieme ad Alessandro Casse rappresentarono un capitolo importante nella scena del KL negli anni '70.
L'ultimo record registrato a Cervinia è stato quello di Steve McKinney che nel 1978 ha registrato una velocità pari a 198,020 km/h. Pochi mesi dopo, a Portillo, sempre Steve McKinney superò il muro dei 200 km/h registrando una velocità di 200,222 km/h. In quella stessa occasione ci fu il ritorno delle competizioni femminili del KL: era infatti dal 1964 a Cervinia che le donne, per decisione della FIS, non furono più ammesse a competizioni di KL. Dopo la lunga assenza la francese Catherine Breyton aggiorna il record a 165,000 km/h.

### Le piste francesi: Les Arcs e Vars
Finita l'era di Cervinia la scena si sposta a Les Arcs in Francia, che dominerà la scena nei successivi 30 anni.
In questi anni il KL inizia ad assumere la struttura di un circuito annuale quando, oltre alla già citata Les Arcs si correva anche a Silverton negli Stati Uniti, in Austria e in Svizzera. Nel 1982 a Les Arcs Steve McKinney migliora il suo record portandolo a 201,230 km/h, superato nello stesso anno da Franz Weber a Silverton con una velocità di 203,916 km/h. Nel 1989 la FIS, con l'intenzione di portare sotto il suo controllo le gare di sci di velocità, organizza la prima edizione del circuito di Coppa del Mondo di Speed Skiing.
Il 1992 rappresenta una tappa importante nella storia dello sci di velocità: viene inserito come sport dimostrativo alle Olimpiadi invernali di Albertville, sulla pista di Les Arcs. La gara ebbe un enorme successo televisivo e la vetrina olimpica avrebbe potuto dare una grande spinta al movimento della disciplina. Tuttavia la mattina della prova finale, Nicholas Bochatay, riscaldandosi su una pista non pronta, si schiantò contro un gatto delle nevi e perse la vita. Questo episodio fu probabilmente quello che convinse gli organizzatori a non confermare la disciplina per le successive edizioni. Ciò causerà un temporaneo allontanamento della FIS dallo sci di velocità.
Dal 1994 al 2006 France Ski de vitesse (FSV) insieme alla Federazione Svizzera di Sci di Velocità (FSSV) organizzano un circuito di gare professionistico, il Mondiale Pro, con tappa fissa a Les Arcs. Queste gare venivano eseguite senza la limitazione dei 200km/h imposte dalla FIS e la quasi totalità dei record da quel momento in poi sarà stabilito durante questi eventi. I primi campionati mondiali gestiti dalla FIS vengono istituiti nel 1995.
Nel 1995 lo statunitense Jeffrey Hamilton, con una velocità di 242,915 km/h, stabilisce il primo record sulla pista di Vars, pista che diventerà sempre più importante con il passare degli anni.
Nel 2002 a Les Arcs venne superato il muro dei 250 km/h da parte di Philippe Goitschel, con una velocità di 250,700 km/h.

### I record italiani
Il 20 aprile 2006 il record del mondo torna in Italia dopo 31 anni. In occasione dei Mondiali Pro a Les Arcs, Simone Origone stabilisce il nuovo record mondiale di 251,400 km/h, il fratello Ivan, diciannovenne, eguaglia il record di Philippe Goitschel, stabilendo il nuovo record juniores. A livello femminile la svedese Sanna Tidstrand stabilisce il nuovo primato con una velocità pari a 242,588 km/h. Viene battuto anche il record nella categoria SDH (speed downhill, ora S2) da parte di Mathieu Sage con una velocità pari a 210,773 km/h.
Negli anni a seguire Simone Origone migliora il suo primato ben 3 volte, l'ultima volta a Vars il 26 marzo 2016 in occasione degli Speed Masters (ex Mondiali Pro che ora si tengono a Vars). Pochi minuti dopo suo fratello Ivan alza l'asticella a 254,958 km/h. A livello femminile l'italiana Valentina Greggio stabilisce il nuovo record mondiale con una velocità di 247,083 km/h: è la prima italiana ad avere il record mondiale.
Nel 2017 in occasione degli Speed Masters di Vars (che ormai rappresentano l'unica occasione per tentare di battere il record) si hanno nuovamente le condizioni per tentare l'assalto al record. Tuttavia, la velocità più alta registrata è stata quella di 251,397 km/h di Bastien Montes per gli uomini e di 240,954 km/h di Valentina Greggio per le donne.

### Il muro del 255 km/h
L'occasione per battere il record si ha nuovamente nel 2023, anno in cui gli Speed Masters confluiscono nei campionati mondiali FIS, che quindi diventano un evento annuale. In quell'occasione Simon Billy diventa il nuovo primatista mondiale con una velocità di 255,500 km/h. Simone Origone si piazza subito alle spalle con una velocità di 254,050 km/h migliorando il suo primato personale. A livello femminile vince la svedese Britta Backlund con una velocità di 244,930 km/h senza battere il record.

## Competizioni ed equipaggiamento

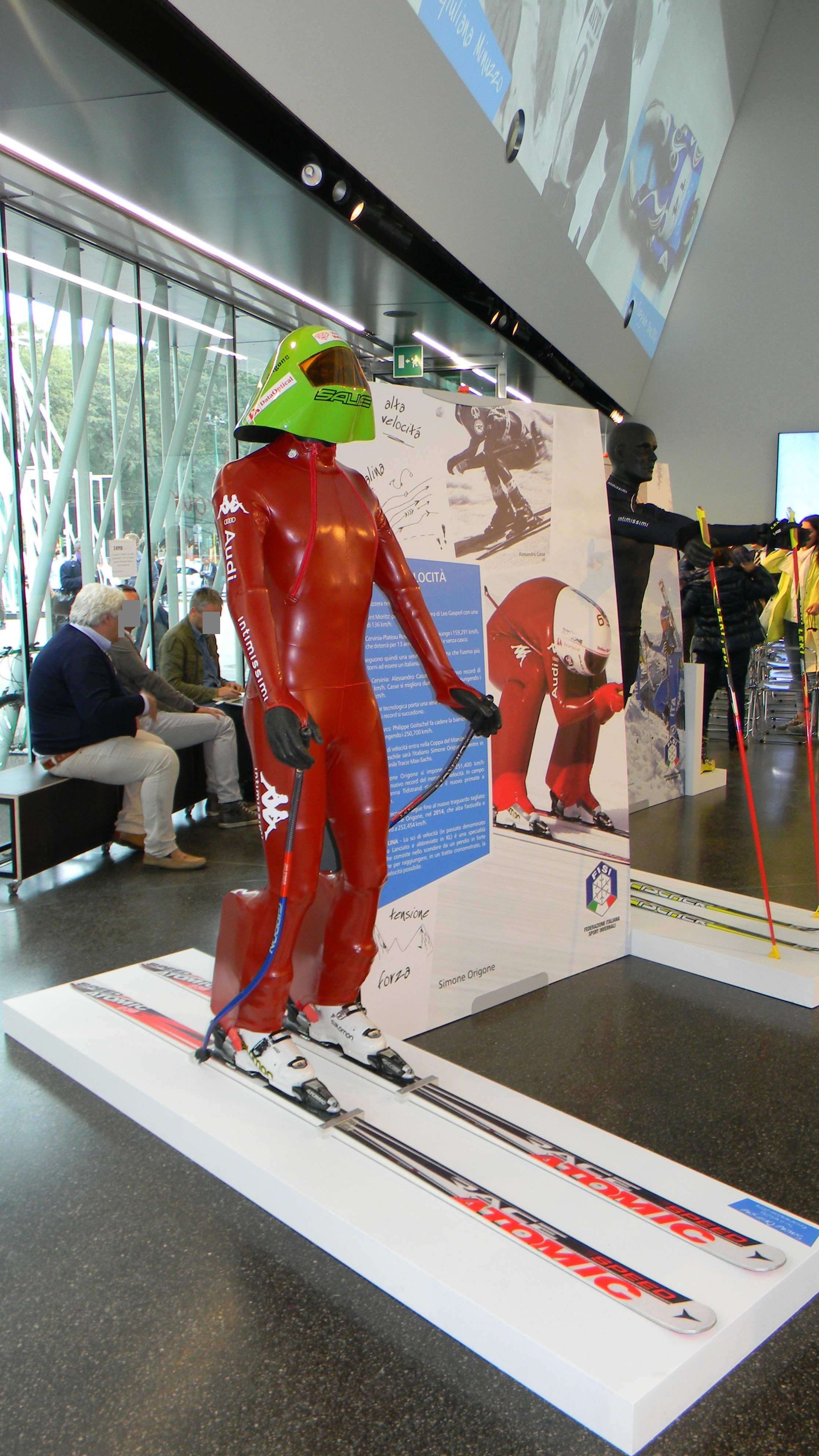
Moderno equipaggiamento per la pratica dello sci di velocità, esposto a Milano nel 2014.

Lo sci di velocità si divide in due categorie:
- S1 (Speed One), dove si adottano materiali specifici per lo sci di velocità. Per questa categoria sono previste gare di coppa del mondo, mondiali e competizioni FIS.
- S2, dove gli atleti gareggiano con l'attrezzatura da discesa libera e gareggiano solo in competizioni FIS.
- S2J, riservata agli atleti di categoria U18 e U21. Per questa categoria sono previste gare mondiali e competizioni FIS.

I materiali specifici per la categoria Speed One includono sci di lunghezza superiore rispetto a quelli da discesa libera (tra 2,20 e 2,40 m) tuta plastificata impermeabile all'aria, casco aerodinamico e spoiler dietro agli scarponi per migliorare l'efficienza aerodinamica. Di frequente gli atleti si avvalgono di materiali studiati appositamente per loro e di studi in galleria del vento per ottimizzare le prestazioni.

## Piste
Le piste per lo sci di velocità devono avere specifiche caratteristiche e per questo sono poche al mondo. In particolare devono avere una zona di frenata con una pendenza progressivamente meno accentuata e terminare con non più del 6% di pendenza. Inoltre ci devono essere almeno 20 m sgombri lateralmente da ostacoli per questioni di sicurezza. Attualmente le piste omologate sono:
| Paese     | Comprensorio            | Nome pista                 | Velocità massima (km/h) |
| --------- | ----------------------- | -------------------------- | ----------------------- |
| Andorra   | Grau Roig (Grandvalira) | Riberal                    | 190                     |
| Austria   | Kaunertal               | Weissseeferner             | 180                     |
| Austria   | Mitterndorf             | Ski Schanze                | 150                     |
| Canada    | Sun Peaks               | Headwall                   | 180                     |
| Finlandia | Salla                   | Sallatuntturi              | 170                     |
| Francia   | Gavarnie-Gédre          | Gypaete (Jean Lou Montes)  | 190                     |
| Francia   | Les Arcs                | Aiguille Rouge             | 250                     |
| Francia   | Vars                    | Chabrière                  | 250                     |
| Islanda   | Akureyri                | Hradabraut                 | 170                     |
| Russia    | Kirovsk                 | BigWoodjavr 150            | 150                     |
| Russia    | Kirovsk                 | Speed 200                  | 200                     |
| Spagna    | Formigal                | Tubo superior Tres Hombres | 230                     |
| Svizzera  | Andermatt               | Gemstock                   | 200                     |
| Svizzera  | Grimentz                | Lona                       | 190                     |
| Svezia    | Hundfjället             | Väggen                     | 200                     |
| Svezia    | Idrefjäll               | Chocken                    | 180                     |
| Turchia   | Erzurum                 | Ejder Speed                | 240                     |

Negli ultimi anni però il circuito di coppa del mondo ha ridotto notevolmente il numero di gare e le tappe attualmente presenti in calendario si limitano a Salla, Vars, Formigal e Grau Roig.

## Progressione del record

### Maschile[10][3]
| Anno | Località   | Atleta                       | Velocità (km/h) |
| ---- | ---------- | ---------------------------- | --------------- |
| 1930 | St. Moritz | Gustav Lantschner            | 105,675         |
| 1931 | St. Moritz | Cesare Chioga                | 131,760         |
| 1931 | St. Moritz | Leo Gasperl                  | 136,600         |
| 1947 | Cervinia   | Zeno Colò                    | 159,292         |
| 1959 | Sestriere  | Edoardo Agreiter             | 160,714         |
| 1960 | Cervinia   | Luigi Di Marco               | 163,265         |
| 1963 | Cervinia   | Alfredo Planger              | 168,224         |
| 1963 | Portillo   | C.B. Vaughan e Dick Dorworth | 171,428         |
| 1964 | Cervinia   | Luigi Di Marco               | 174,757         |
| 1968 | Cervinia   | Kalevi Häkkinen              | 172,331         |
| 1970 | Cervinia   | Masaro Morishita             | 183,392         |
| 1971 | Cervinia   | Alessandro Casse             | 184,144         |
| 1973 | Cervinia   | Alessandro Casse             | 184,237         |
| 1974 | Cervinia   | Steve McKinney               | 189,473         |
| 1975 | Cervinia   | Pino Meynet                  | 194,384         |
| 1976 | Cervinia   | Tom Simmons                  | 194,489         |
| 1977 | Portillo   | Steve McKinney               | 195,200         |
| 1978 | Cervinia   | Steve McKinney               | 198,020         |
| 1978 | Portillo   | Steve McKinney               | 200,222         |
| 1982 | Les Arcs   | Steve McKinney               | 201,230         |
| 1982 | Silverton  | Franz Weber                  | 203,916         |
| 1983 | Silverton  | Franz Weber                  | 208,092         |
| 1984 | Les Arcs   | Franz Weber                  | 208,937         |
| 1987 | Les Arcs   | Graham Wilkie                | 212,514         |
| 1987 | Portillo   | Michael Prufer               | 217,680         |
| 1988 | Les Arcs   | Michael Prufer               | 223,741         |
| 1992 | Les Arcs   | Michael Prufer               | 229,299         |
| 1993 | Les Arcs   | Philippe Goitschel           | 233,610         |
| 1995 | Les Arcs   | Jouni Ojala                  | 239,361         |
| 1995 | Vars       | Jeffrey Hamilton             | 241,448         |
| 1997 | Vars       | Philippe Billy               | 243,902         |
| 1999 | Les Arcs   | Harry Egger                  | 248,105         |
| 2002 | Les Arcs   | Philippe Goitschel           | 250,700         |
| 2006 | Les Arcs   | Simone Origone               | 251,400         |
| 2014 | Vars       | Simone Origone               | 252,454         |
| 2015 | Vars       | Simone Origone               | 252,632         |
| 2016 | Vars       | Simone Origone               | 252,987         |
| 2016 | Vars       | Ivan Origone                 | 254,958         |
| 2023 | Vars       | Simon Billy                  | 255,500         |

### Femminile[11][3]
| Anno | Località    | Atleta             | Velocità (km/h) |
| ---- | ----------- | ------------------ | --------------- |
| 1959 | Courmayeur  | Adriana Buffa      | 109,009         |
| 1960 | Cervinia    | Sara Gregorini     | 126,315         |
| 1963 | Alpe d'Huez | Eliane Brenaud     | 126,400         |
| 1963 | Cervinia    | Emanuela Spreafico | 127,659         |
| 1964 | Cervinia    | Christl Staffner   | 143,027         |
| 1978 | Portillo    | Catherine Breyton  | 165,000         |
| 1980 | Silverton   | Catherine Breyton  | 169,332         |
| 1982 | Les Arcs    | Annie Breyton      | 175,353         |
| 1983 | Les Arcs    | Marti Martin Kuntz | 190,375         |
| 1984 | Les Arcs    | Melissa Dimino     | 200,780         |
| 1987 | Les Arcs    | Jacqueline Blanc   | 201,005         |
| 1988 | Les Arcs    | Tarja Mulari       | 214,413         |
| 1992 | Les Arcs    | Tarja Mulari       | 219,245         |
| 1995 | Vars        | Karine Dubouchet   | 225,000         |
| 1996 | Vars        | Karine Dubouchet   | 225,140         |
| 1996 | Les Arcs    | Karine Dubouchet   | 225,766         |
| 1997 | Vars        | Carolyn Curl       | 231,660         |
| 1999 | Les Arcs    | Karine Dubouchet   | 234,528         |
| 2002 | Les Arcs    | Karine Dubouchet   | 242,260         |
| 2006 | Les Arcs    | Sanna Tidstrand    | 242,590         |
| 2016 | Vars        | Valentina Greggio  | 247,083         |

### Altri record[12]
| Record              | Atleta            | Velocità (km/h) | Data           | Luogo    | Evento             |
| ------------------- | ----------------- | --------------- | -------------- | -------- | ------------------ |
| S1 junior           | Ivan Origone      | 250,700         | 20 aprile 2006 | Les Arcs | Pro Mondial 2006   |
| S2 maschile         | Gregory Meichtry  | 211,020         | 30 marzo 2014  | Vars     | Speed Masters 2014 |
| S2 femminile        | Valentina Greggio | 202,576         | 3 aprile 2013  | Vars     | Speed Masters 2013 |
| S2 junior maschile  | Jimmy Montès      | 204,310         | 20 aprile 2006 | Les Arcs | Pro Mondial 2006   |
| S2 junior femminile | Charlotte Bar     | 200,110         | 20 aprile 2006 | Les Arcs | Pro Mondial 2006   |